# مقبرة فورست لون

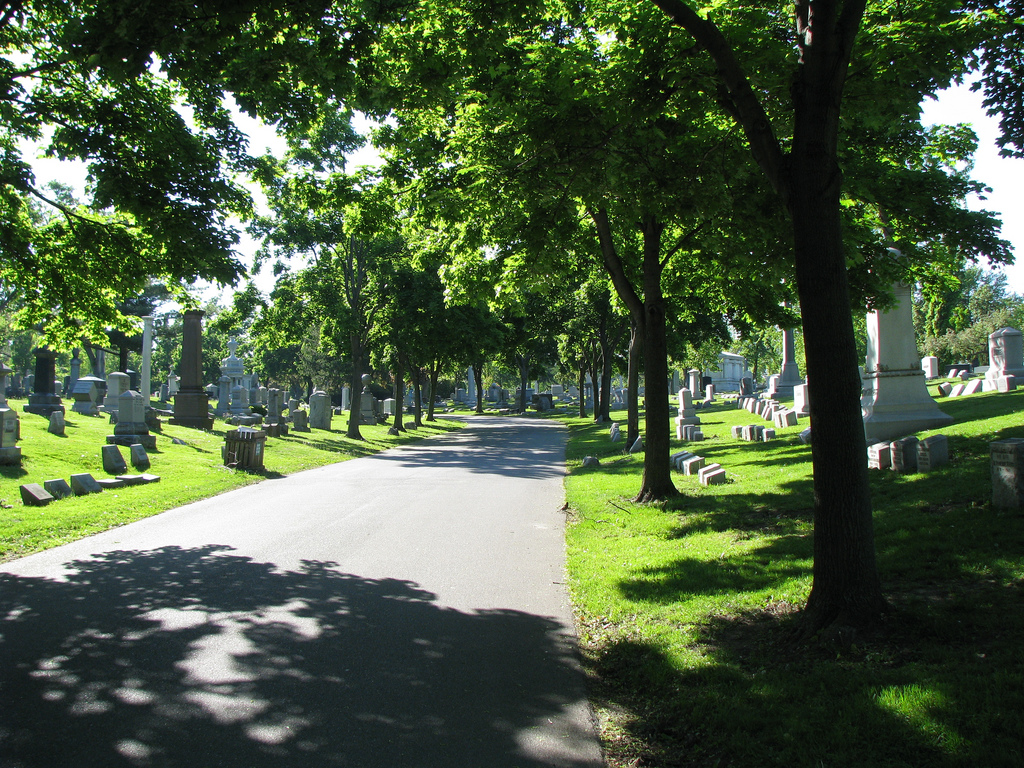

مقبرة فورست لون (بالإنجليزية: Forest Lawn Cemetery)‏ هي مقبرة أنشأها عضو مجلس النواب الأمريكي تشارلز إزرا كلارك سنة 1849 في بوفالو بولاية نيويورك، ودُفن فيها أول شخص سنة 1850.
تبلغ مساحتة المقبرة ما يزيد على 269 أكر (1.1 كيلومتر مربع)، وتضم رفات أكثر من 161 ألف شخص، من بينهم الرئيس الأمريكي ميلارد فيلمور والمغني ريك جيمس والمخترع لورنس ديل بل. والمقبرة مدرجة ضمن السجل الوطني للأماكن التاريخية.

## أعلام
- ريك جيمس
- شيرلي تشيشولم
- ويليس كارير
- ميلارد فيلمور
- فريدريك كوك

## وصلات خارجية
- الموقع الرسمي (بالإنجليزية)